# Зибківська сільська рада
| Зибківська сільська рада — колишній орган місцевого самоврядування у Онуфріївському районі Кіровоградської області з адміністративним центром у с. Зибкове. Сільській раді були підпорядковані населені пункти: - с. Зибкове |

## Склад ради
Рада складалася з 14 депутатів та голови.

### Керівний склад ради
| ПІБ                       | Основні відомості                                                         | Дата обрання | Дата звільнення |
| ------------------------- | ------------------------------------------------------------------------- | ------------ | --------------- |
| Люліна Валентина Петрівна | Сільський голова, 1957 року народження, освіта, позапартійна              | 26.03.2006   | 31.10.2010      |
| Глінкін Іван Іванович     | Сільський голова, 1965 року народження, освіта вища, член Партії регіонів | 31.10.2010   |                 |

Примітка: таблиця складена за даними джерела

## Населення
Згідно з переписом УРСР 1989 року чисельність наявного населення сільської ради становила 1532 особи, з яких 684 чоловіки та 848 жінок.
За переписом населення України 2001 року в сільській раді мешкало 1309 осіб.

### Мова
Розподіл населення за рідною мовою за даними перепису 2001 року:
| Мова       | Відсоток |
| ---------- | -------- |
| російська  | 70,51 %  |
| українська | 27,65 %  |
| вірменська | 0,99 %   |
| молдовська | 0,61 %   |
| болгарська | 0,23 %   |